# 방세옥 2
《방세옥 2 - 대도무문》(方世玉續集: Fong Shi Yu II: Wan Fu Mo Di, The Legend of Fong Sai-yuk II)는 중국에서 제작된 원규 감독의 방세옥의 속편이고 전편과 동일하게 이연걸이 주연/제작에 참여하였다.

## 출연
- 이연걸 - 방세옥
- 정소추 - 진가락
- 곽애명 - 손화자
- 이가흔 - 뇌정정
- 소방방 - 묘취하
- 원규 - 이국번
- 계춘화 - 우진해

## 한국판 성우진(SBS)
- 홍성헌 - 방세옥(이연걸)
- 윤소라 - 뇌정정(이가흔)
- 송도영 - 손화자(곽애명)
- 안경진 - 묘취하(소방방)
- 권혁수 - 진가락(정소추)
- 강연숙 - 이국번의 약혼녀(친양)
- 유해무 - 이국번(원규)
- 이호인 - 우진해(계춘화)
- 임성표 - 마구(진용)
- 신흥철 - 손화자의 아버지
- 유제상 - 진가락의 심복
- 김정주 - 진가락의 엄마
- 김현우 - 진가락의 제자
- 박영화 - 진가락의 제자
- 김영훈 - 진가락의 제자
- 한호웅 - 진가락의 제자
- 김관진 - 진가락의 제자

## 기타
- 제작책임: 최보주
- 미술: 여대위
- 무술감독: 원규
- 무술감독: 위안더